# Морис, Пол
Пол Морис (фр. Paul Maurice; род. 30 января 1967, Су-Сент-Мари, Онтарио, Канада) — бывший канадский хоккеист, защитник, главный тренер команды НХЛ «Флорида Пантерз». Обладатель Кубка Стэнли 2024  и Кубка Стэнли 2025 в качестве главного тренера «Флориды Пантерз».

## Игровая карьера
Свою карьеру начал в 1984 году в составе команды «Уинсор Спитфайрс», выступающей в Хоккейной лиге Онтарио. В 1985 году на Драфте НХЛ выбран в 12-м раунде под 252-м номером клубом «Филадельфия Флайерз». Во время благотворительной игры шайба, срикошетив от клюшки, попала Полу в глаз. В результате травмы образовалась мертвая точка и значительно ухудшилось поле зрения справа. По этой причине Морису вскоре пришлось завершить карьеру игрока. В общей сложности игрок провёл более трёх сезонов за «Уинсор Спитфайрс».

## Тренерская карьера
Первым местом работы Мориса в НХЛ стал клуб «Хартфорд Уэйлерс», когда в 1995-м году тот занял должность тренера-ассистента Пола Холмгрена. Однако начало выдалось для «китобоев» провальным, из-за чего Холмгрен был уволен, а его место занял сам 28-летний Морис, будучи на тот момент вторым самым молодым тренером в истории НХЛ (рекорд принадлежит Гари Грину, которому в 1979 году на момент назначения тренером Вашингтона было 26).
3 декабря 2008-го Морис был во второй раз назначен на должность главного тренера «Каролины Харрикейнз» вместо уволенного из-за неудовлетворительных результатов команды в начале сезона Питера Лавиолетта. Морису удалось вывести «Ураганов» в плей-офф со второго места в дивизионе и 6-го места в конференции, где, одолев поочерёдно «Нью-Джерси Девилз» и «Бостон Брюинз», команда проиграла будущему обладателю Кубка Стэнли — «Питтсбургу» в 6 матчах. Однако этот выход в плей-офф оказался для «Каролины» под руководством Мориса первым и последним, так как в последующие три сезона команде вообще не удалось попасть в плей-офф. 28 ноября 2011 года Морис был отстранён от обязанностей главного тренера «Каролины Харрикейнз» и заменён на Кирка Мюллера.
8 июня 2012 Пол Морис стал главным тренером магнитогорского «Металлурга».
22 июня 2022 года Морис был назначен главным тренером клуба НХЛ «Флорида Пантерз».
24 июня 2024 года Морис привел клуб «Флорида Пантерз» к первому в истории франшизы Кубку Стэнли и стал вторым в списке самых возрастных тренеров, выигравших Кубок в первый раз. Первым в списке идет Брюс Кэссиди, выигравший финал у Мориса годом ранее.

## Статистика

### НХЛ
| Команда             | Сезон     | Регулярный чемпионат | Регулярный чемпионат | Регулярный чемпионат | Регулярный чемпионат | Регулярный чемпионат | Регулярный чемпионат | Регулярный чемпионат   | Плей-офф | Плей-офф | Плей-офф                               |
| Команда             | Сезон     | И                    | В                    | П                    | Н                    | ПО/ПБ                | Очки                 | Результат              | В        | П        | Результат                              |
| ------------------- | --------- | -------------------- | -------------------- | -------------------- | -------------------- | -------------------- | -------------------- | ---------------------- | -------- | -------- | -------------------------------------- |
| Хартфорд Уэйлерс    | 1995-96   | 70                   | 29                   | 33                   | 8                    | —                    | 66                   | 5-е в Северо-восточном | —        | —        | Не участвовали                         |
| Хартфорд Уэйлерс    | 1996-97   | 82                   | 32                   | 39                   | 11                   | —                    | 75                   | 5-е в Северо-восточном | —        | —        | Не участвовали                         |
| Каролина Харрикейнз | 1997-98   | 82                   | 33                   | 41                   | 8                    | —                    | 74                   | 6-е в Северо-восточном | —        | —        | Не участвовали                         |
| Каролина Харрикейнз | 1998-99   | 82                   | 34                   | 30                   | 18                   | —                    | 86                   | 1-е в Юго-восточном    | 2        | 4        | Поражение в четвертьфинале конференции |
| Каролина Харрикейнз | 1999-2000 | 82                   | 37                   | 35                   | 10                   | 0                    | 84                   | 3-е в Юго-восточном    | —        | —        | Не участвовали                         |
| Каролина Харрикейнз | 2000-01   | 82                   | 38                   | 32                   | 9                    | 3                    | 88                   | 2-е в Юго-восточном    | 2        | 4        | Поражение в четвертьфинале конференции |
| Каролина Харрикейнз | 2001-02   | 82                   | 35                   | 26                   | 16                   | 5                    | 91                   | 1-е в Юго-восточном    | 13       | 10       | Поражение в финале Кубка Стэнли        |
| Каролина Харрикейнз | 2002-03   | 82                   | 22                   | 43                   | 11                   | 6                    | 61                   | 5-е в Юго-восточном    | —        | —        | Не участвовали                         |
| Каролина Харрикейнз | 2003-04   | 30                   | 8                    | 12                   | 8                    | 2                    | 26                   | (уволен)               | —        | —        | —                                      |
| Торонто Мейпл Лифс  | 2006-07   | 82                   | 40                   | 31                   | —                    | 11                   | 91                   | 3-е в Северо-восточном | —        | —        | Не участвовали                         |
| Торонто Мейпл Лифс  | 2007-08   | 82                   | 36                   | 35                   | —                    | 11                   | 83                   | 5-е в Северо-восточном | —        | —        | Не участвовали                         |
| Каролина Харрикейнз | 2008-09   | 57                   | 33                   | 19                   | —                    | 5                    | 71                   | 2-е в Юго-восточном    | 8        | 10       | Поражение в финале конференции         |
| Каролина Харрикейнз | 2009-10   | 82                   | 35                   | 37                   | —                    | 10                   | 80                   | 3-е в Юго-восточном    | —        | —        | Не участвовали                         |
| Каролина Харрикейнз | 2010-11   | 82                   | 40                   | 31                   | —                    | 11                   | 91                   | 3-е в Юго-восточном    | —        | —        | Не участвовали                         |
| Каролина Харрикейнз | 2011-12   | 25                   | 8                    | 13                   | —                    | 4                    | 20                   | (уволен)               | —        | —        | —                                      |
| Виннипег Джетс      | 2013-14   | 35                   | 18                   | 12                   | —                    | 5                    | 41                   | 7-е в Центральном      | —        | —        | Не участвовали                         |
| Виннипег Джетс      | 2014-15   | 82                   | 43                   | 26                   | —                    | 13                   | 99                   | 5-е в Центральном      | 0        | 4        | Поражение в 1-м раунде                 |
| Виннипег Джетс      | 2015-16   | 82                   | 35                   | 39                   | —                    | 8                    | 78                   | 7-е в Центральном      | —        | —        | Не участвовали                         |
| Виннипег Джетс      | 2016-17   | 82                   | 40                   | 35                   | —                    | 7                    | 87                   | 5-е в Центральном      | —        | —        | Не участвовали                         |
| Виннипег Джетс      | 2017-18   | 82                   | 52                   | 20                   | —                    | 10                   | 114                  | 2-е в Центральном      | 9        | 8        | Поражение в финале конференции         |
| Виннипег Джетс      | 2018-19   | 82                   | 47                   | 30                   | —                    | 5                    | 99                   | 2-е в Центральном      | 2        | 4        | Поражение в 1-м раунде                 |
| Виннипег Джетс      | 2019-20   | 71                   | 37                   | 28                   | —                    | 6                    | 80                   | 5-е в Центральном      | 1        | 3        | Поражение в квалификационном раунде    |
| Виннипег Джетс      | 2020-21   | 56                   | 30                   | 23                   | —                    | 3                    | 63                   | 3-е в Северном         | 4        | 4        | Поражение в 2-м раунде                 |
| Виннипег Джетс      | 2021-22   | 29                   | 13                   | 11                   | —                    | 5                    | 31                   | ушел в отставку        | —        | —        | Не участвовали                         |
| Флорида Пантерз     | 2022-23   | 82                   | 42                   | 32                   | —                    | 8                    | 92                   | 4 - е в Атлантике      | 13       | 8        | Поражение в финале Кубка Стэнли        |
| Флорида Пантерз     | 2023-24   | 82                   | 52                   | 24                   | —                    | 6                    | 110                  | 1 - е в Атлантике      | 16       | 8        | Выиграл Кубок Стэнли                   |
| Всего               | Всего     | 1848                 | 869                  | 736                  | 99                   | 144                  | 1981                 | —                      | 70       | 67       | 11 попаданий в плей-офф 1 Кубок Стэнли |

### КХЛ
| Команда      | Сезон       | Регулярный сезон | Регулярный сезон | Регулярный сезон | Регулярный сезон | Регулярный сезон | Регулярный сезон | Регулярный сезон | Регулярный сезон | Плей-офф | Плей-офф                              | Плей-офф |
| Команда      | Сезон       | И                | В                | ВО/ВБ            | ПО/ПБ            | П                | Очки             | Результат        | В                | П        | Результат                             |          |
| ------------ | ----------- | ---------------- | ---------------- | ---------------- | ---------------- | ---------------- | ---------------- | ---------------- | ---------------- | -------- | ------------------------------------- | -------- |
| Металлург Мг | КХЛ 2012-13 | 52               | 27               | 0                | 12               | 13               | 93               | 4-е на Востоке   | 3                | 4        | проиграли в 1/4 восточной конференции |          |